# Matías Vera Burboa
Matías Burboa Vera(Concepción, 5 de octubre de 1992) es un periodista, celebridad y panelista de televisión chileno.

## Trayectoria
Estudió en el Colegio Bicentenario República de Brasil de Concepción. Luego estudió periodismo en la Universidad del Desarrollo.
Realizó su práctica profesional en el Departamento de prensa de Televisión Nacional de Chile entre 2013 y 2015. Comenzó su carrera como periodista el año 2017 en el noticiero 24 Horas de TVN.
A mediados de 2018 ingresa como periodista y panelista a Muy buenos días, el matinal de TVN.
En abril de 2020 fue despedido en medio de una renovación del canal estatal. Junto a otros 70 trabajadores fue desvinculado en la que fue calificada como una jornada negra para TVN. 
En octubre de ese mismo año se sumó al programa social y solidario de Canal 13 Aquí somos todos donde actualmente se desempeña como notero.

## Filmografía

### Programas
| Año         | Programa         | Rol                    | Canal    |
| ----------- | ---------------- | ---------------------- | -------- |
| 2015-2017   | 24 horas         | Periodista en práctica | TVN      |
| 2017 - 2020 | Muy buenos días  | Periodista             | TVN      |
| 2020        | Aquí somos todos | Notero                 | Canal 13 |